# Vladislav Kamenev
Pour les articles homonymes, voir Kamenev.
Vladislav Dmitrievitch Kamenev - en russe : Владислав Дмитриевич Каменев - (né le 12 août 1996 à Orsk en Russie) est un joueur professionnel russe de hockey sur glace. Il évolue au poste d'attaquant.

## Biographie

### Carrière en club
Formé au Ioujny Oural Orsk, il rejoint les équipes de jeunes de le Metallourg Magnitogorsk. Il est sélectionné par le Metallourg lors du premier tour, en troisième place lors du repêchage d'entrée dans la KHL 2013 pour permettre au club de conserver ses droits sur le joueur. Le 12 septembre 2013, il joue son premier match dans la KHL face aux Ak Bars Kazan. Il marque son premier but le 16 octobre 2013 face à l'Atlant Mytichtchi. 
Il est choisi au deuxième tour, en 42e position par les Predators de Nashville lors du repêchage d'entrée dans la LNH 2014. En 2015, il part en Amérique du Nord et est assigné aux Admirals de Milwaukee, club-école des Predators dans la Ligue américaine de hockey. Le 6 janvier 2017, il joue son premier match dans la Ligue nationale de hockey avec les Predators face aux Panthers de la Floride.
Le 5 novembre 2017, il est échangé à l'Avalanche du Colorado en compagnie de Samuel Girard et un choix de deuxième tour en 2018 dans une transaction à trois équipes, qui envoie notamment Matt Duchene aux Sénateurs d'Ottawa et Kyle Turris aux Predators.
Le 27 octobre 2018, il inscrit son premier point, une assistance avec l'Avalanche face au Wild du Minnesota. Il marque son premier but le 1er novembre 2018 face aux Flames de Calgary.
En 2020-2021, il signe au SKA Saint-Pétersbourg. Il est transféré au Sibir Novossibirsk le 12 octobre 2021 mais ne dispute aucun match avec l'équipe car trois jours plus tard, le HK CSKA Moscou met la main sur l'attaquant russe. Il remporte la Coupe Gagarine 2022 et 2023 avec le HK CSKA Moscou.

### Carrière internationale
Il représente la Russie au niveau international. Il prend part aux sélections jeunes. Il honore sa première sélection senior le 8 novembre 2014 face à la Finlande. Il marque ses deux premiers buts et sa première assistance au cours de son troisième match le 12 mai 2021 contre la Suède.

## Statistiques

### En club
| Saison     | Équipe                  | Ligue      |                   | Saison régulière  | Saison régulière  | Saison régulière  | Saison régulière  | Saison régulière |    | Séries éliminatoires | Séries éliminatoires | Séries éliminatoires | Séries éliminatoires | Séries éliminatoires |
| Saison     | Équipe                  | Ligue      | PJ                | B                 | A                 | Pts               | Pun               | PJ               | B  | A                    | Pts                  | Pun                  |                      |                      |
| 2012-2013  | Stalnye Lissy           | MHL        | 36                | 9                 | 6                 | 15                | 22                | 3                | 0  | 0                    | 0                    | 0                    |                      |                      |
| 2013-2014  | Avto                    | MHL        | 15                | 4                 | 6                 | 10                | 12                | 5                | 1  | 2                    | 3                    | 4                    |                      |                      |
| 2013-2014  | Metallourg Magnitogorsk | KHL        | 16                | 1                 | 0                 | 1                 | 2                 | -                | -  | -                    | -                    | -                    |                      |                      |
| 2013-2014  | Ioujny Oural Orsk       | VHL        | 3                 | 0                 | 1                 | 1                 | 2                 | 1                | 0  | 0                    | 0                    | 0                    |                      |                      |
| 2014-2015  | Metallourg Magnitogorsk | KHL        | 41                | 6                 | 4                 | 10                | 10                | 10               | 1  | 0                    | 1                    | 0                    |                      |                      |
| 2015-2016  | Admirals de Milwaukee   | LAH        | 57                | 15                | 22                | 37                | 35                | 3                | 1  | 0                    | 1                    | 0                    |                      |                      |
| 2016-2017  | Admirals de Milwaukee   | LAH        | 70                | 21                | 30                | 51                | 59                | 3                | 1  | 0                    | 1                    | 6                    |                      |                      |
| 2016-2017  | Predators de Nashville  | LNH        | 2                 | 0                 | 0                 | 0                 | 2                 | -                | -  | -                    | -                    | -                    |                      |                      |
| 2017-2018  | Admirals de Milwaukee   | LAH        | 10                | 3                 | 5                 | 8                 | 25                | -                | -  | -                    | -                    | -                    |                      |                      |
| 2017-2018  | Rampage de San Antonio  | LAH        | 7                 | 0                 | 8                 | 8                 | 2                 | -                | -  | -                    | -                    | -                    |                      |                      |
| 2017-2018  | Avalanche du Colorado   | LNH        | 3                 | 0                 | 0                 | 0                 | 0                 | -                | -  | -                    | -                    | -                    |                      |                      |
| 2018-2019  | Eagles du Colorado      | LAH        | 2                 | 0                 | 1                 | 1                 | 2                 | -                | -  | -                    | -                    | -                    |                      |                      |
| 2018-2019  | Avalanche du Colorado   | LNH        | 23                | 2                 | 3                 | 5                 | 10                | -                | -  | -                    | -                    | -                    |                      |                      |
| 2019-2020  | Avalanche du Colorado   | LNH        | 38                | 1                 | 7                 | 8                 | 8                 | -                | -  | -                    | -                    | -                    |                      |                      |
| 2020-2021  | SKA Saint-Pétersbourg   | KHL        | 21                | 5                 | 0                 | 5                 | 10                | 10               | 1  | 2                    | 3                    | 4                    |                      |                      |
| 2021-2022  | SKA Saint-Pétersbourg   | KHL        | 7                 | 0                 | 1                 | 1                 | 0                 | -                | -  | -                    | -                    | -                    |                      |                      |
| 2021-2022  | HK CSKA Moscou          | KHL        | 27                | 7                 | 11                | 18                | 21                | 22               | 5  | 10                   | 15                   | 8                    |                      |                      |
| 2022-2023  | HK CSKA Moscou          | KHL        | 60                | 22                | 19                | 41                | 36                | 27               | 11 | 4                    | 15                   | 23                   |                      |                      |
| 2023-2024  | HK CSKA Moscou          | KHL        | 57                | 16                | 18                | 34                | 30                | 5                | 2  | 1                    | 3                    | 0                    |                      |                      |
| 2024-2025  | HK CSKA Moscou          | KHL        | Saison en cours ? | Saison en cours ? | Saison en cours ? | Saison en cours ? | Saison en cours ? |                  |    |                      |                      |                      |                      |                      |
| Totaux LNH | Totaux LNH              | Totaux LNH | 66                | 3                 | 10                | 13                | 20                | -                | -  | -                    | -                    | -                    |                      |                      |

### En équipe nationale
| Année | Équipe                       | Compétition                  |   | PJ | B | A | Pts | Pun | +/-               |  | Résultat |
| 2014  | Russie U18                   | Championnat du monde -18 ans | 5 | 2  | 5 | 7 | 2   | 0   | 5e place          |  |          |
| 2015  | Russie U20                   | Championnat du monde junior  | 7 | 1  | 3 | 4 | 0   | +1  | Médaille d'argent |  |          |
| 2016  | Russie U20                   | Championnat du monde junior  | 7 | 5  | 1 | 6 | 32  | -1  | Médaille d'argent |  |          |
| 2021  | ROC (Comité olympique russe) | Championnat du monde         | 8 | 0  | 2 | 2 | 2   | +1  | Cinquième place   |  |          |